# Antodice sexnotata
Antodice sexnotata är en skalbaggsart som beskrevs av Franz 1959. Antodice sexnotata ingår i släktet Antodice och familjen långhorningar.
Artens utbredningsområde är:
- El Salvador.
- Nicaragua.
- Venezuela.

Inga underarter finns listade i Catalogue of Life.